# Typhlops eperopeus
Typhlops eperopeus är en ormart som beskrevs av Thomas och Hedges 2007. Typhlops eperopeus ingår i släktet Typhlops och familjen maskormar. Inga underarter finns listade i Catalogue of Life.
Denna orm förekommer på Hispaniola i Karibien. Arten lever i låglandet och i kulliga områden upp till 700 meter över havet. Den vistas i torra och halvtorra skogar. Honor lägger ägg.
Landskapsförändringar hotar beståndet. IUCN listar arten som sårbar (VU).